# Haim Laskov

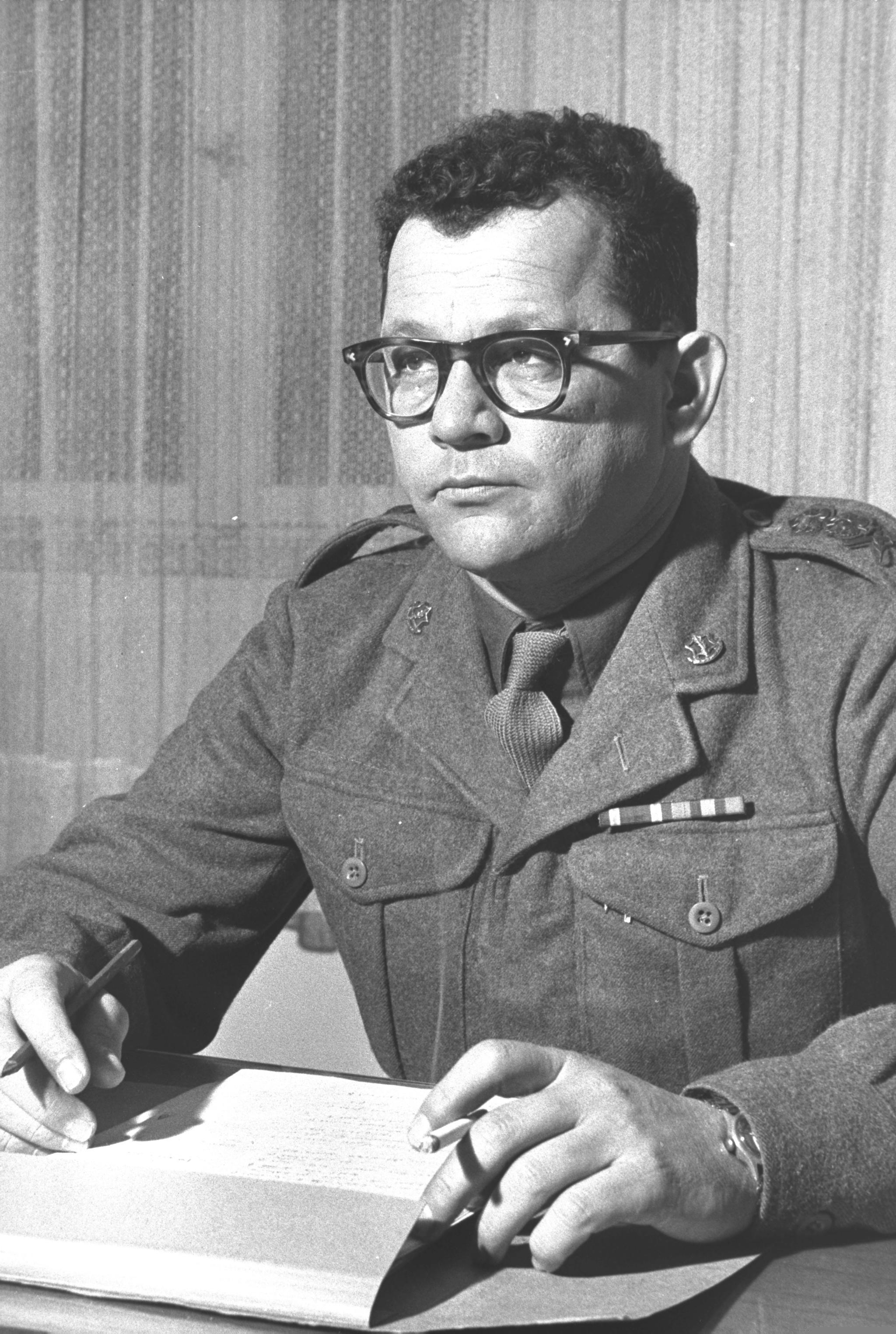
Generalul israelian Haim Laskov.

Haim Laskov (în ebraică חיים לסקוב; n. 1919, Barysaŭ, Belarus – d. 8 decembrie 1982, Tel Aviv, Israel) a fost un general și om politic israelian. A îndeplinit funcția de șef al Marelui Stat Major al Armatei Israeliene în perioada 1958-1961.
În perioada august 1951 - mai 1953, generalul Haim Laskov a fost comandant al Forțelor Aeriene ale Israelului.